# 龐德街

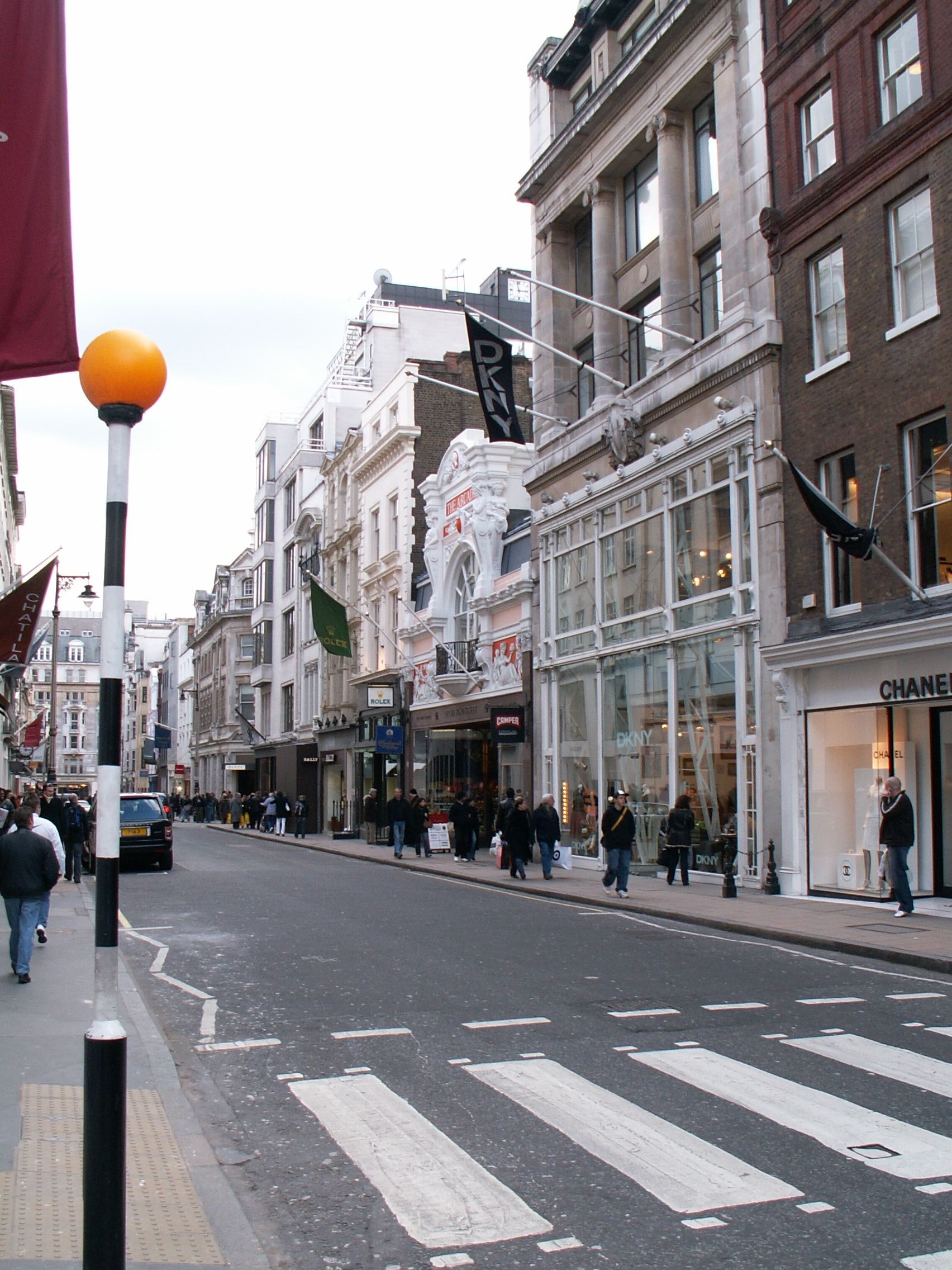
新龐德街

龐德街（英文：Bond Street，有時譯作邦街）是英國倫敦市中心一條著名購物街，長0.5英里（0.8），南起皮卡迪利街（Piccadilly），北至牛津街（Oxford Street）。其中南段稱為舊龐德街（Old Bond Street），北段則稱為新龐德街（New Bond Street）。
龐德街自18世紀開始，已成為倫敦的時尚購物中心。短短的一條街之上，雲集了數十家世界頂級的時裝及珠寶品牌店，有部份更是旗艦店。這些店舖裝潢簡潔時尚，其櫥窗設計更吸引不少旅客駐足欣賞。

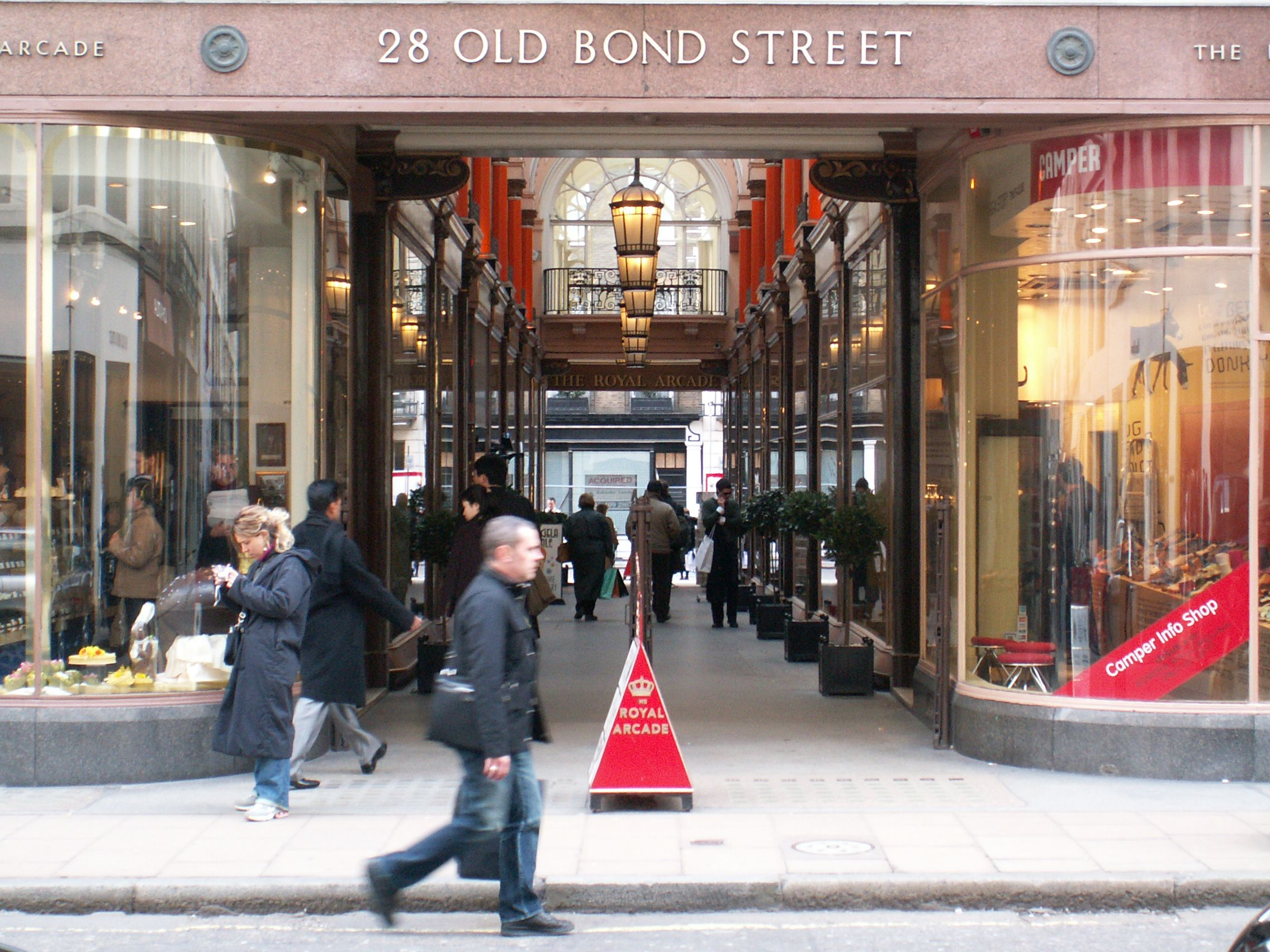
舊龐德街一個商場
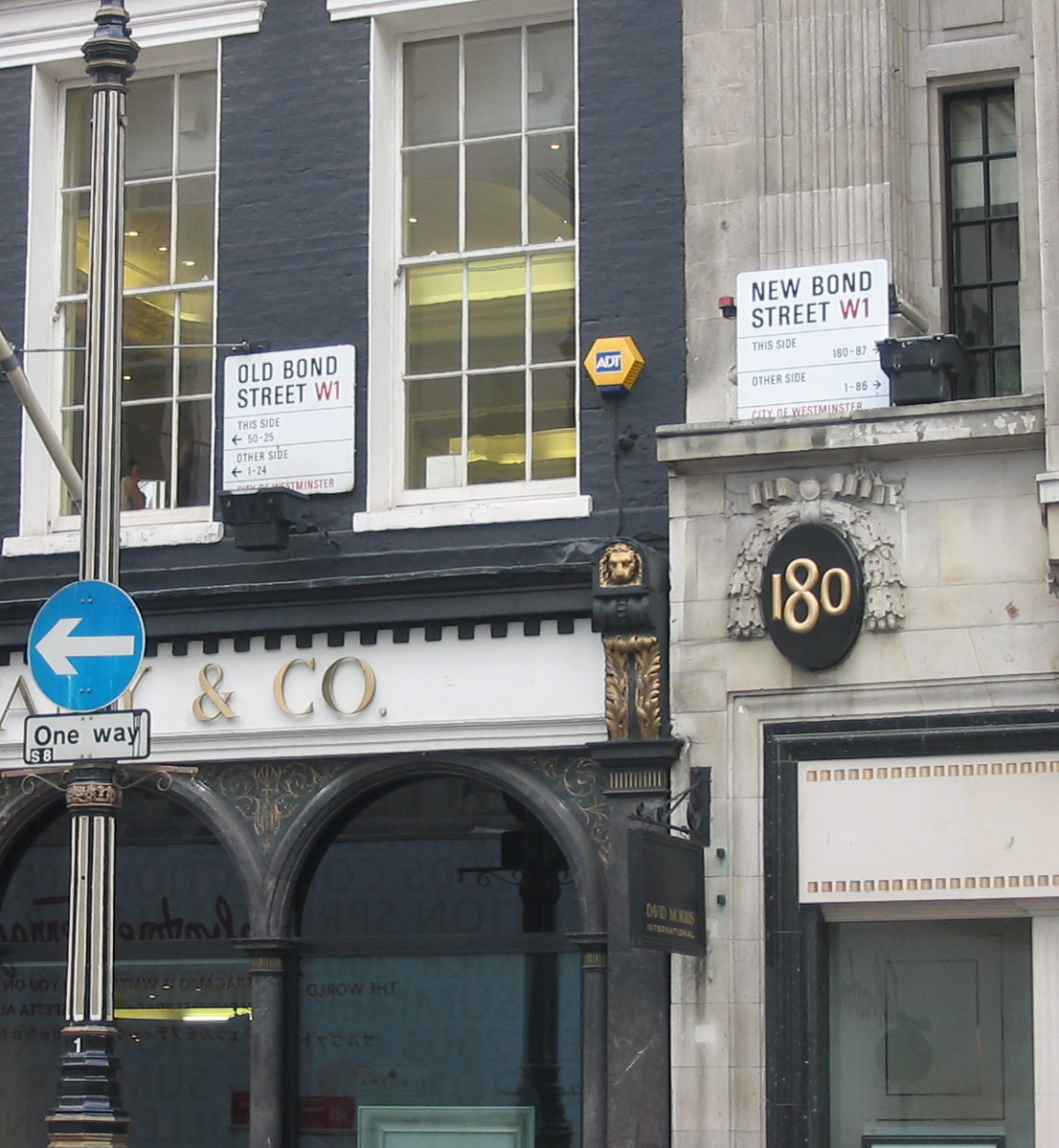
舊龐德街與新龐德街交界